# كاثرين فيندلاي
كاثرين فيندلاي (بالإنجليزية: Kathryn Findlay)‏ هي مهندسة معمارية بريطانية، ولدت في 26 يناير 1953 في فورفار ‏ في المملكة المتحدة، وتوفيت في 10 يناير 2014 في لندن في المملكة المتحدة.